# Хван Хьон Джін
Хван Хьонджін (англ. Hwang Hyun-jin, кор. 황현진, 20 березня 2000, Сеул, Південна Корея), більш відомий за псевдонімом Хьонджін (англ. Hyunjin, кор. 현진) — учасник південнокорейського гурту Stray Kids компанії JYP Entertainment. За даними Корейської асоціації музичних авторських прав (КОМСА) на його ім'я зареєстровано 29 композицій.

## Біографія
Хван Хьонджін народився 20 березня 2000 року в Сеулі, Південна Корея. Він єдина дитина у сім'ї. Має довгошерсту чихуахуа на прізвисько Ккамі. Ходив до англійського дитячого садочка. В початкових класах активно грав у футбол і відвідував футбольний клуб. Команда в якій грав Хьонджін мала назву J1 (повна назва Junior No 1). У шкільні роки спробував себе у багатьох видах спорту: легка атлетика, плавання, теніс, лижі, баскетбол та ін. Певний час активно займався плаванням, брав участь у різних змаганнях де займав високі місця. На змаганнях в Кандонгу (район в східній частині Сеула) зайняв друге місце. Плаває брасом.
На відміну від інших учасників групи Хьонджін не думав, що стане айдолом. За його словами йому «пощастило». Коли він ходив за покупками зі своєю мамою один з працівників агентства зупинив його, дав свою візитівку і запросив на прослуховування в JYP Entertainment. Хьонджін поставився до цього випадку з підозрою і тільки після того, як підтвердив інформацію, що таке агентство дійсно існує пішов на прослуховування.
Навчався в середній школі Соннам і закінчив старшу школу SOPA (кор. 서공예). На випускній церемонії був присутній наймолодший учасник Stray Kids Ай'Ен, який навчався в тій же старшій школі.

## Кар'єра

### До дебюту
За словами Хьонджіна, коли він приєднався до JYP Entertainment, він не мав необхідних навичок ні у чому, тому йому довелося вчитися усьому з нуля. Хьонджін хотів дебютувати не завдяки своїй зовнішності, а завдяки своїм навичкам. Роки його стажування не були простими, спочатку у нього не дуже складалося з танцями і в певний момент він їх навіть ненавидів. Але потім це змінилося, завдяки стажерам з якими він практикувався, вони показали йому як можна насолоджуватися танцями. Через свою зовнішність неодноразово чув, що йому не варто перейматися і в нього вийде дебютувати і без зайвих зусиль, Хьонджіну такі коментарі не дуже подобалися, саме тому він старанно працював над танцями, репом та вокалом аби стати частиною групи не завдяки зовнішності, а завдяки своїм навичкам. Коли він говорив про те, що стане головним танцівником, мало хто вірив, що він дійсно зможе. Але це ще більше спонукало Хьонджіна працювати над собою, практикуватися і розвиватись.
В одному з інтерв'ю Хьонджін сказав, що він ніколи не був в команді з Бан Чаном під час щомісячних оцінювань. Коли формувались команди він виявляв бажання бути разом з ним, але якось ніколи не виходило. Кожного разу команда в якій був Хьонджін мала менше балів, аніж та в якій був Бан Чан. Тому він був дуже радий, коли отримав запрошення від нього приєднатись до дебютної групи, яка в той момент мала робочу назву «Male Group Project».

### Дебют і подальша діяльність

#### 2017—2020
19 грудня 2017 року стало відомо, що Stray Kids дебютують у складі 9 учасників, серед яких був і Хьонджін.
Дебютний шоукейс Stray Kids Unveil: Op. 01: I Am Not відбувся 25 березня 2018 на Jang Chung Arena в Сеулі.
26 серпня 2018 року було опубліковано відео з хореографією трьох учасників Stray Kids: Лі Ноу, Хьонджіна та Фелікса. У ньому кожен з учасників продемонстрував свій власний стиль у танцях. Відео вийшло у рамках проекту SKZ-PLAYER.
У лютому 2019 стало відомо, що Хьонджін та Чані (SF9) приєднаються до Міни (Gugudan) як ведучі на шоу Show! Music Core, перший ефір якого пройшов 16 лютого.
У додатку V LIVE Хьонджін проводив прямі трансляції: HYUNJIN's counseling center (укр. «консультаційний центр Хьонджіна»), де вів розмови з фанатами про різні життєві ситуації та проблеми; Hyunjin's Practice Room (укр. «кімната практики Хьонджіна»), де він танцював хореографію різних виконавців і також фрістайлив під музику.
В 2019 році Хьонджін та Ай'Ен мали камео в 16 епізоді дорами A-Teen 2, епізод вийшов у червні.
10 травня 2020 року, в рамках SKZ-PLAYER, було опубліковано відео з хореографією Хьонджіна на композицію «when the party's over» Біллі Айліш.
20 грудня 2020 року на YouTube каналі Stray Kids в рамках SKZ-PLAYER було опубліковано відео до композиції «꼬마별» (укр. «маленька зірка») лірику до якої написав Хьонджін. Він також працював над музикою та аранжуванням спільно з Kim Mong E.
Увійшов в топ-100 «The 100 Most Handsome Faces of 2020», посівши 36 місце, за версією TC Candler.

#### 2021
Разом з Лі Ноу та Синміном був гостем на Day6 Kiss The Radio (DeKiRa), ведучим якого є Йонкей із гурту Day6.
22 лютого 2021 анонімний користувач звинуватив Хьонджіна в буллінгу в середній школі. 27 лютого JYP оголосили, що Хьонджін буде відсторонений від групової діяльності на невизначений термін. Також він поділився рукописним листом з вибаченнями. На той момент Stray Kids знімалися у Kingdom: Legendary War для Mnet, Хьонджін з'явився лише в першому епізоді шоу.
26 червня 2021 Stray Kids випустили третій цифровий сингл в рамках проекту Mixtape Project з назвою «Mixtape: Oh (애)» в якому з'явився і Хьонджін. Також було анонсовано, що він повернеться до активної діяльності групи у липні.
10 липня 2021 було опубліковано відео хореографії, яку поставив Хьонджін на композицію «Play With Fire», який виконують Sam Tinnesz та Yacht Money.
16 вересня італійський бренд Etro опублікував відео з хореографією від команди DanceRacha, Stray Kids, які рекламували кампанію Etro Earthbeat. DanceRacha, до складу якої входять Лі Ноу, Хьонджін та Фелікс, — це перші айдоли K-pop, з якими співпрацювали ETRO.
Хьонджін був обраний артистом місяця за версією Studio Choom від Mnet. 11 жовтня на їхньому YouTube каналі був опублікований тизер з частинами хореографії та уривками його інтерв'ю, в якому він ділиться спогадами про своє минуле. Також у цьому тизері були показані моменти на яких видно, як айдол готувався разом із танцівниками JYP Entertainment до запису хореографії. Повне відео вийшло 17 жовтня, опівночі (за корейським часом), хореографія була поставлена MOTF (Beom Kim & Haeri Park) на композицію Пост Малоуна «Motley Crew».
22 грудня 2021 року було оголошено переможців в номінаціях K-CHAMP Awards 2021. Хьонджін посів перше місце у категорії Best Weekly Idol Individual Cam (Male). Нагородження пройшло під час ефіру шоу Weekly Idol, ведучими якого були Кванхі та Інхек із Super Junior, а також запрошені ведучі Йорим та Дайон із WJSN та разом із Інсоном та Давоном з SF9.
Другий рік поспіль, Хьонджін потрапляє у топ-100 «The 100 Most Handsome Faces». У 2021 році він зайняв 12 місце.
31 грудня в соціальних мережах гурту з'явилося відео на композицію «#LoveSTAY», яка стала новорічним подарунком для фанатів. Відео містило нарізку кадрів зі знімання музичних кліпів, інших розважальних проектів Stray Kids та безпосередньо відео із запису самої композиції в студії. У ліриці учасники звертаються до своїх шанувальників та висловлюють свою подяку за підтримку, яку вони від них отримують від початку дебюту і дотепер. Цікаво, що гештег #LoveSTAY, використовується Хьонджіном у Інстаграмі, також він є одним із авторів лірики та музики цієї композиції.

## Особиста діяльність
| Дата виходу | Назва                                                                                        | Примітки                       |
| ----------- | -------------------------------------------------------------------------------------------- | ------------------------------ |
| 26/08/2018  | Lee Know X Hyunjin X Felix \| [Stray Kids: SKZ-PLAYER]                                       | [ 34 ]                         |
| 10/05/2020  | Hyunjin «when the party's over» (원곡: Billie Eilish) \| [Stray Kids: SKZ-PLAYER]            | [ 35 ]                         |
| 20/07/2020  | 빵꿀즈 «Yeah민Boss» / 티격태격 «잔소리 대마왕» \| [Stray Kids: SKZ-RECORD]                   | Результат роботи Two Kids Song |
| 20/12/2020  | Hyunjin «꼬마별» \| [Stray Kids: SKZ-PLAYER]                                                 | [ 37 ]                         |
| 10/07/2021  | Hyunjin «Play With Fire (Feat. Yacht Money)» (원곡: Sam Tinnesz) \| [Stray Kids: SKZ-PLAYER] | [ 38 ]                         |
| 31/12/2021  | Stray Kids «#LoveSTAY»                                                                       | [ 39 ]                         |

## Нотатки
1. ↑  Учасники Stray Kids не мають особистих акаунтів у соціальних мережах, тому публікуючи власні фото у інстаграмі, вони використовують власні гештеги, щоб дати зрозуміти фанатам хто є автором публікації.